# Fotomuseo neerlandés
El Fotomuseo neerlandés (en neerlandés: Nederlands Fotomuseum) (NFM) es un museo en los Países Bajos principalmente dedicado a la fotografía.
La colección de museo consta de muchas imágenes históricas, sociales y culturales de los siglos XX y XXI de los Países Bajos y otros sitios. Dispone de más de 150 archivos (más de tres millones de imágenes) tomadas por fotógrafos holandeses. Los archivos están almacenados en instalaciones de almacenamiento de película controladas y climatizadas.
Está localizado en Róterdam en el Wilhelminakade en el anterior edificio taller de la Holland America Line, también conocido como el edificio Las Palmas.
El Netherlands Fotomuseo se fundó en 1989, bajo el nombre Nederlands Foto Archief. Y estuvo subvencionado por el gobierno holandés. En 2003,  fue renacido, a través de una dotación de Hein Wertheimer, un abogado holandés rico, y rebautizado como Nederlands Fotomuseum.

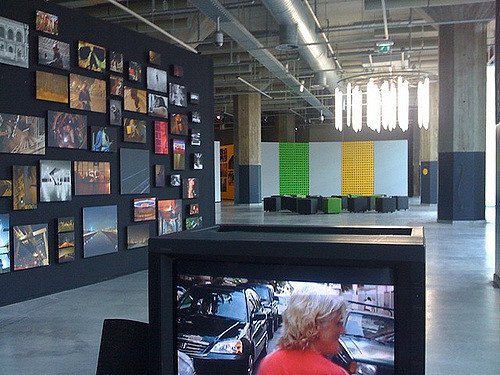
Interior del museo

Los visitantes pueden explorar la biblioteca del museo de 120000 imágenes digitales, visionar cortometrajes o participar en actividades educativas. El museo tiene estancias grandes para exposiciones y una pantalla giratoria con exhibición de historia holandesa.